# Rudolf Strahm
Pour les articles homonymes, voir Strahm.
Rudolf Strahm, né le 3 août 1943 à Lauperswil (originaire de Langnau im Emmental), est une personnalité politique suisse du canton de Berne, membre du Parti socialiste.
Il siège au Conseil national de 1991 à 2004, puis exerce la fonction de Préposé à la surveillance des prix jusqu'en 2008.

## Biographie
Rudolf Hans Strahm, naît le 3 août 1943 à Lauperswil. Il est originaire d'une autre commune du même arrondissement bernois, Langnau im Emmental. Son père est instituteur et chef de chœur ; sa mère est issue d'une famille paysanne. Il est l'aîné d'une fratrie de cinq enfants.
Après un apprentissage de laborantin en chimie chez Geigy à Bâle à l'âge de 16 ans, il étudie la chimie à l'ancienne école technique supérieure de Berthoud, puis retourne travailler dans son entreprise formatrice en 1966. Sur conseil du chef du personnel, le futur conseiller national radical Paul Wyss, il grade à l'armée, jusqu'à devenir premier-lieutenant, et se lance à l'âge de 25 ans dans des études d'économie. Il y obtient un doctorat.
Il a un fils et vit à Herrenschwanden.

## Parcours politique
C'est son action en faveur des pays du Tiers monde qui le mène à la politique.
Il est secrétaire central du Parti socialiste suisse à partir de 1978, présidé alors par Helmut Hubacher. Il est considéré comme le père spirituel de l'initiative sur les banques. Jean Ziegler est l'un de ses mentors.
Il siège au Grand Conseil du canton de Berne de 1986 à 1991, puis au Conseil national jusqu'en 2004. Il préside la Commission de l'économie et des redevances (CER) de 1999 à 2001. En novembre 1999, il est battu par Franco Cavalli pour prendre la tête du groupe socialiste (41 voix contre 27).
Le 1er août 2004, il devient « Monsieur Prix ». Il démissionne en 2008 pour raisons de santé.

## Ouvrages
- (de) Die Akademisierungsfalle – warum nicht alle an die Uni müssen, Berne, hep, 2014, 240 p. (ISBN 978-3-0355-0017-2)
- (de) Warum wir so reich sind, Berne, hep, 19 juin 2008, 352 p. (ISBN 978-3039054541)
- (de) Simonetta Sommaruga et Rudolf H. Strahm, Für eine moderne Schweiz, Nagel & Kimche, mars 2005 (ISBN 3-312-00356-3)
- (de) Europa-Entscheid: Grundwissen für Bürgerinnen und Bürger mit vielen Schaubildern, Werd, 1er janvier 1992, 256 p. (ISBN 978-3859320697)
- (de) Rudolf H. Strahm (trad. de l'allemand), Pourquoi sont-ils si pauvres? : faits et chiffres en 84 tableaux sur les mécanismes du développement, Boudry/Paris, a la baconniere, juillet 1986, 319 p. (ISBN 2-8252-0708-X)
- (de) Vom Wechseln der Räder am fahrenden Zug. Theorie und Praxis einer regierungsfähigen Linken, Limmat, 1er janvier 1986, 240 p. (ISBN 978-3857911057)[10]